# Graham Island (Nunavut)
Graham Island ist eine Insel im Territorium Nunavut, Kanada, und gehört zum Archipel der Königin-Elisabeth-Inseln.

## Lage
Sie liegt in der Norwegian Bay zwischen der Axel-Heiberg-Insel im Norden, der Ellesmere-Insel im Osten, der Devon-Insel im Süden und der Cornwall-Insel im Westen. Buckingham Island ist ihr südwestlich vorgelagert, getrennt durch eine nur vier Kilometer breite Meerenge. Graham Island hat eine Größe von 1378 km² und ist etwa 50 km lang und rund 35 km breit. Der 90. westliche Längengrad schneidet die Insel.